# Chrisye
Chrismansyah Rahadi (16 de septiembre de 1949, Yakarta † 30 de marzo de 2007), conocido artísticamente como Chrisye.  Fue un popular cantante de pop indonesio, de ascendencia china. Falleció a raíz de una larga batalla contra la enfermedad del cáncer de pulmón que terminó con su vida. Se casó en 1982 con Damayanti Noor, con quien tuvo cuatro hijos. 
La banda de musical que anteriormente pertenecía, fue incluía a una serie de conciertos como otras agrupaciones como Procol Harum, King Crimson, ELP, Genesis y Blood, Sweat & Tears y que se aventuraron ir a los Estados Unidos para cantar en Nueva York. La banda surgida en 1976, colaboró con Guruh Soekarno Putra, uno de los hijos del expresidente de Indonesia Soekarno y hermano de Megawati Soekarnoputri, después del Presidente de Indonesia, con Guruh Gipsy, una banda de rock progresivo con su autotitulado álbum que combinaba el rock con los Balinés de gamelan. Su fama llegó lejos con grandes éxitos con el lanzamiento de la banda sonora en la película "BADAI Pasti Berlalu (La tormenta seguramente pase)" en 1977. Su álbum fue realizado con la colaboración con Eros Jarot (actualmente miembro del Parlamento indonesio). 
Su primera y más popular single en solitario en 1977 con Lilin Lilin Kecil (Poco Velas), que entonces estaba integrado por James F. Sundah. En 1981, fue protagonista de la película "Seindah Rembulan" (tan hermoso como la Luna).  En 2004, Chrisye grabó un disco titulado "Senyawa (Un alma)", en este álbum, Chrisye hizo colaboraciones con otros artistas indonesios de música pop, como Project Pop, Ungu, Peterpan y entre otros.